# Circuit integrat

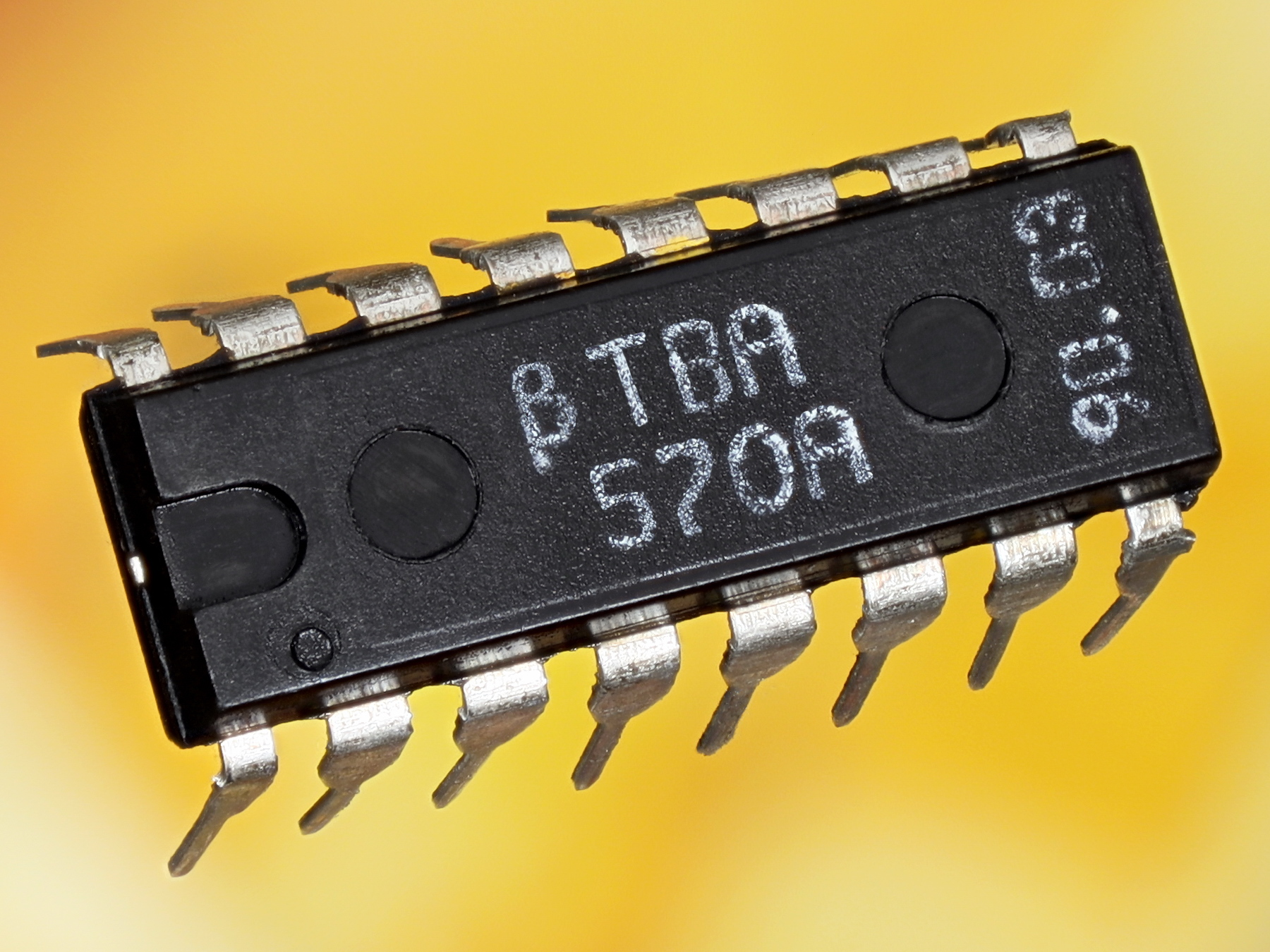
TBA570A = un circuit integrat cu funcţia de receptor radio MF-MA, fabricat la IPRS Băneasa, România, 1990

Conform definiției, un circuit integrat reprezintă:ansamblu complex de conductori și semiconductori miniaturizați și integrați într-o componentă unică pentru a îndeplini o funcție specifică.
Circuitele care îndeplinesc această definiție pot fi construite folosind multe tehnologii diferite, inclusiv tehnologii cu peliculă subțire, tehnologii cu peliculă groasă sau circuite integrate hibride. Cu toate acestea, în electronică, un circuit integrat a ajuns să se refere la construcția circuitului utilizând o combinație de elemente miniaturizate într-o singură piesă, cunoscută inițial ca „circuit integrat monolitic”, și adesea construit pe o singură bucată de siliciu.
Circuitul integrat este numit și cip, de la cuvântul englez chip. Prescurtarea numelui în engleză este IC, de la integrated circuit, pronunție /ai si/ (v. AFI), iar prescurtare în română este C.I.
Circuitul integrat este un dispozitiv electronic alcătuit din mai multe componente electrice și electronice interconectate, pasive și active, situate pe o plăcuță de material semiconductor (făcută de exemplu din siliciu), dispozitiv care în cele mai multe cazuri este încapsulat într-o capsulă etanșă prevăzută cu elemente de conexiune electrică spre exterior, numite terminale sau pini („piciorușe”). Circuitele integrate sunt folosite în toate echipamentele electronice din zilele noastre și au revoluționat lumea echipamentelor electronice.

## Istorie
Primul circuit integrat monolitic a fost fabricat în 1960. 
Ideea integrării componentelor electronice într-un singur dispozitiv s-a născut când fizicianul și inginerul german Werner Jacobi  (Siemens AG) a dezvoltat și brevetat primul amplificator integrat cunoscut cu tranzistor în 1949, iar inginerul radio britanic Geoffrey Dummer a propus să integreze o varietate de componente electronice standard într-un cristal semiconductor monolit în 1952. Un an mai târziu, Harwick Johnson a depus un brevet pentru un prototip de circuit integrat. Între 1953 și 1957, Sidney Darlington și Yasuo Tarui (National Institute of Advanced Industrial Science and Technology-Japonia) au propus modele similare de cip în care mai multe tranzistoare ar putea partaja o zonă activă comună, dar nu a existat o soluție tehnologică pentru a obține o izolație între joncțiunile p–n pentru a le separa unele de altele.
Aceste idei nu au putut fi implementate de industrie până când nu au venit o serie de inovații la sfârșitul anului 1958. Trei oameni, de la trei companii din SUA, au rezolvat trei probleme fundamentale care au împiedicat producția de circuite integrate pe scară largă. 
- Jack Kilby de la Texas Instruments a brevetat principiul integrării, a creat primul prototip de circuite integrate și le-a comercializat. Invenția lui Kilby a fost mai degrabă un circuit integrat hibrid, decât un cip circuit integrat monolitic.[6]

- Între sfârșitul anului 1958 și începutul anului 1959, Kurt Lehovec de la Sprague Electric Company a dezvoltat o modalitate de a izola electric componentele pe un cristal semiconductor, folosind metoda de izolare cu joncțiunii p–n polarizate invers.

- Primul cip IC monolitic a fost inventat de Robert Noyce de la Fairchild Semiconductor.[7][8]. El a inventat o modalitate de a interconecta componentele unui CI prin metalizari cu straturi de aluminiu și a propus o versiune îmbunătățită a izolației bazată pe tehnologia procesului planar dezvoltată de Jean Hoerni.

La 27 septembrie 1960, folosind ideile lui Noyce și Hoerni, un grup de Jay Last de la Fairchild Semiconductor  a creat primul CI semiconductor operațional.
Ulterior, Texas Instruments, care deținea brevetul pentru invenția lui Kilby, a început un război pe tema priorităților acestor brevete, care a fost soluționat abia în anul 1966 prin acordul privind licențele încrucișate între cele două companii.
De aceea, încă nu există un consens asupra deciziei de cine a inventat cu adevărat primul IC. Presa americană a anilor 1960 a numit patru persoane ca având contribuții la această descoperire epocală: Kilby, Lehovec, Noyce și Hoerni; Ulterior, în anii 1970, lista a fost scurtată la doar două persoane, Kilby și Noyce. Kilby a fost distins cu Premiul Nobel pentru fizică în 2000 „pentru rolul său în inventarea circuitului integrat”.
În anii 2000, istoricii Leslie Berlin, Bo Lojek și Arjun Saxena au reintrodus ideea mai multor inventatori pentru IC și au revizuit contribuția lui Kilby. 
Cipurile moderne se bazează mai degrabă pe circuitul integrat monolitic al lui Noyce, decât pe circuitul integrat hibrid al lui Kilby

## Aplicații
Primele aparate de radio erau echipate cu circuite integrate în etajul audio; apoi au apărut și primele receptoare TV echipate cu circuite integrate, radiocasetofoane, și până la roboții industriali și multe altele, fapt determinat de pătrunderea automatizării în procesele de producție.
După etapa mecanizării omul îndeplinește în principal funcția de conducere a proceselor tehnologice de producție. Operațiile de conducere necesită un efort fizic neglijabil, dar un efort intelectual important. Pe de altă parte unele procese tehnice se desfășoară foarte rapid, astfel că viteza de reacție a unui operator uman ar fi insuficientă pentru a transmite o comandă necesară în timp util. Astfel, la un anumit stadiu de dezvoltare a proceselor de producție devine necesar ca o parte din funcțiile de conducere să fie transferate unor echipamente și aparate specializate, de automatizare. Omului îi rămâne însă sarcina supravegherii generale a funcționării instalațiilor automatizate și adoptarea deciziilor și soluțiilor de perfecționare și optimizare.
Prin automatizarea proceselor de producție se urmărește asigurarea tuturor condițiilor de desfășurare a acestora fără intervenția operatorului uman. Unele consecințe sunt: creșterea performanței tehnice, a fiabilității produselor, scăderea prețului de cost.
Există mai multe tipuri de circuite integrate. Printre cele mai avansate și populare pot fi menționate microprocesoarele, care sunt folosite la calculatoare, telefoane mobile și alte dispozitive mobile.

## Detalii

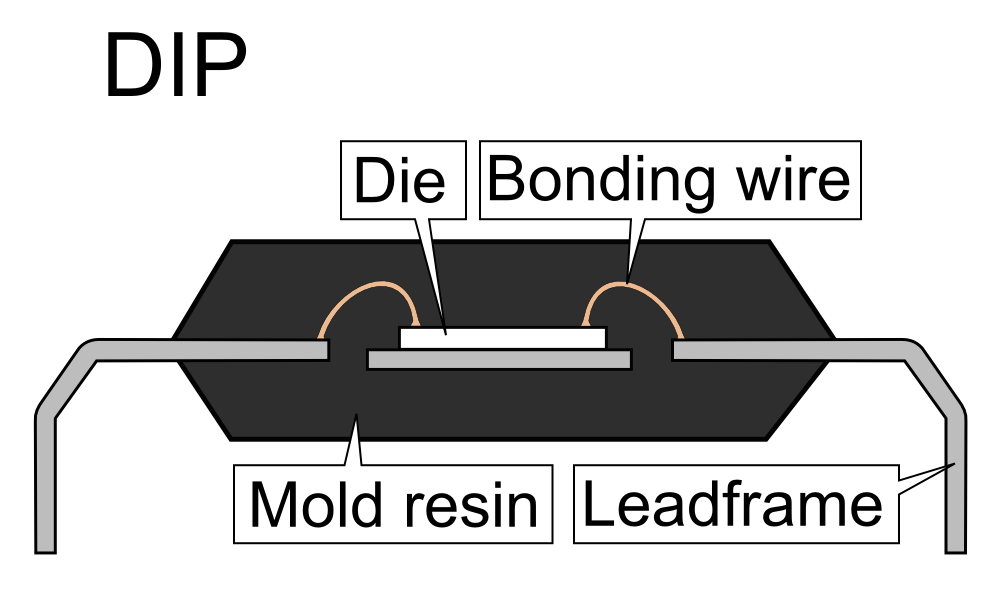
Circuit integrat DIP

Un circuit integrat monolitic este un ansamblu de componente electrice și electronice (diode, tranzistoare, rezistențe, condensatoare și chiar bobine) realizate pe o pastila miniatură de siliciu numit „cip” prin  fotolitografie.. Aceste chip-uri sunt asamblate in forme standardizate, din diferite materiale, cu diferite dimensiuni și număr de terminale. Pastilele de siliciu, de numai câțiva milimetri, sunt protejate prin încapsulare, iar legăturile pentru conexiunile externe către terminale sunt realizate cu fire de aur sau aluminiu, terminale care permit stabilirea legăturii dintre cip și circuitul imprimat. Numărul componentelor integrate a crescut în timp, de la primii ani după inventare, când putem discuta despre câteva sute/mii de componente integrate, la zeci de miliarde de componente pe cip (de ex. în cazul microprocesoarelor), unități de procesare grafică,  Field Programmable Gate Array conform cu prima lege a lui  Moore :
```
„Complexitatea unui microcircuit, măsurată de exemplu prin numărul de tranzistoare pe cip, se dublează la fiecare 18 luni (și, prin urmare, se cvadruplează la fiecare 3 ani).”
```

Din punct de vedere tehnologic, o pastilă de siliciu pe care este realizat un circuit integrat poate fi înglobată în diferite tipuri de capsule, în funcție de necesități și de modul de utilizare al circuitului integrat. 
O clasificare sumară, după modul de interconectare a circuitelor pe un cablaj (PCB), determină două categorii:
- Capsule pentru fixarea circuitelor pe cablaj prin montarea în găuri THD . Numărul total de pini și distanța dintre aceștia (densitatea pinilor) pot să difere, de aceea aici sunt mai multe subcategorii. Tipuri de încapsulări:
  - SIP Single in-line package. Singur în linie.
  - DIL sau DIP (Dual In-line Package), Pachet dublu în linie. Numărul de pini și distanța dintre aceștia (densitatea) pot să difere, de aceea sunt mai multe subcategorii.
  - CDIP Varianta Ceramică DIP
  - CERDIP Varianta ceramică cu izolare prin sticlă în capsulă DIP
  - QIP (Quadruple in-line package) Similar cu DIP dar pinii în zigzag
  - SKDIP (Skinny DIP) Varianta standard DIP, dar distanța dintre șirurile de pini este mai mică.
  - SDIP (Shrink DIP) Varianta ne-standard DIP cu distanțe mici între pini
  - ZIP (Zig-zag in-line package) Capsulă cu pini în linie dar aranjament în zigzag
  - MDIP (Molded DIP) DIP obținut prin turnare
  - PDIP (Plastic DIP) DIP din plastic

- Capsule pentru pentru fixarea circuitelor pe cablaj prin montare pe suprafață (SMD). Pentru alte informații și o lista completă, de exemplu link aici.Câteva exemple de tipuri de capsule standard pentru fixarea circuitelor pe cablaj prin lipire pe suprafață SMD:
  - QFP (Quad Flat Package), pachet plat cu patru laturi. Și aici numărul de pini și distanța dintre aceștia (densitatea) pot să difere, de aceea și aici sunt mai multe subcategorii.
  - HQFP (Heat sinked Quad Flat Package), Pachet cu disipație termică ridicată cu patru laturi. Similar, numărul de pini și distanța dintre aceștia (densitatea) pot să difere, de aceea și aici sunt mai multe subcategorii.
  - VQFP (Very small Quad Flat Package), Pachet cu disipație termică ridicată ultra-subțire. Similar, numărul de pini și distanța dintre aceștia (densitatea) pot să difere, de aceea și aici sunt mai multe subcategorii.
  - BGA (Ball Grid Array) Matricea cu grilă cu sferă. Circuitul integrat este încapsulat și terminalele externe sunt sub formă de bile sau sfere de staniu distribuite pe suprafața inferioară.
  - μBGA (micro Ball Grid Array): BGA cu pas redus. Matricea cu grilă cu sferă la care densitatea bilelor este mai mare.
  - FF896, FF1152: "Flip-chip" BGA cu pas redus. Circuit plat cu contacte tip matrice cu grilă cu sferă. Similar, numărul de legături și distanța dintre acestea (densitatea) pot să difere, de aceea și aici sunt mai multe subcategorii.
  - PLCC (Plastic-leaded chip carrier), Variantă de încapsulare în plastic cu terminale SMD, de formă dreptunghiulară, care poate să fie lipită pe placă, sau montată într-un soclu.

## Clasificare
Din punct de vedere al semnalelor prelucrate (procesate) circuitele integrate se pot clasifica:
- Analogice - Circuitele integrate care procesează semnale analogice
- Numerice (digitale) - Circuitele integrate care procesează semnale digitale
- Circuitele integrate cu semnal mixt - Circuite care procesează, de asemenea, atât semnalele analogice, cât și semnalele digitale

În funcție de caracteristicile funcționale și de domeniul de aplicații, cele analogice au fost grupate pe familii: amplificatoare operaționale (AO), circuite de uz industrial, circuite de audio, radio și TV, arii de diode și tranzistoare. Pentru o clasificare și mai multe mai detalii, găsim informatii pe pagina principală despre  circuite ntegrate analogice.
Cele mai simple circuite integrate sunt cele logice, fabricate încă de la începuturi și în România, de ex. seria CDB (Circuit Digital Bipolar) logică de tipul TTL, similare celor din familia 7400.
Circuitele TTL din această serie au grad mic de integrare, conțin maxim 4 tranzistoare, 2 diode și 4 rezistențe pentru fiecare poartă, ele putând fi  realizate și din componente discrete. Aceste porți au fost folosite intens între 1970 -1980 la fabricarea de calculatoare și în aplicațiile pentru automatizări, unde pentru a construi o aplicație mai complicată erau necesare un număr de sute și chiar mii de IC-uri.
Utilizarea unui număr atât de mare de circuite integrate de tip TTL pentru realizarea unui calculator a forțat inovații tehnologice pentru creșterea gradului de integrare și apariția de circuite complexe. Schimbările s-au făcut inițial prin apariția de noi circuite și  microprocesoare simple, ca de ex.: procesorul de 1 bit PC 14500, numărătorul de program de 4 biți PC 14104 sau demultiplexor 1:8 cu memorie. Circuitele integrate logice, care au fost folosite cu zecile de mii în primele calculatoare, dar și în alte aplicații industriale de automatizare și robotizare, au netezit calea spre realizarea  circuitelor integrate liniare, care puneau probleme noi, generate de complexitatea structurii, de particularitățile procesului tehnologic, de varietatea metodelor și a aparaturii de testare.
Din punctul de vedere al tehnologiilor de realizare, există trei tipuri de circuite integrate:
- monolitice: fabricate într-un singur monocristal, de obicei siliciu, dar pot exista și din germaniu, arseniură de galiu, siliciu-germanium etc.
- hibride cu film subțire: sunt foarte asemănătoare cu circuitele monolitice, dar conțin și componente greu de fabricat cu tehnologia monolitică
- hibride cu strat gros: conțin de obicei circuite monolitice fără capsule, tranzistoare, diode etc, pe un substrat dielectric, interconectat cu piste conductoare. Rezistorii sunt depuși prin serigrafie și tăiere cu laser.  Toate acestea sunt încapsulate în capsule din plastic sau metal, în funcție de disiparea energiei termice.

În funcție de numărul componentelor și de nivelul de integrare N  circuitele integrate pot fi clasificate în:
- SSI (Small Scale Of Integration): Circuite cu un grad redus de integrare, N=1, sau până la 10 circuite echivalente pe cip
- MSI (Medium Scale Of Integration):Circuite cu un grad mediu de integrare, N=2, sau între 10 și 100 circuite echivalente pe cip
- LSI (Large Scale Of Integration):Circuite cu un grad mare de integrare, N=3, între 102 și 103 circuite echivalente pe cip
- VLSI (Very Large Scale Of Integration): Circuite cu un grad foarte mare de integrare, N=4, adică între 103 și 104 circuite echivalente pe cip
- V2LSI, ULSI, sau SLSI (Very-Very, Ultra, Super LSI): Circuite cu un grad extrem de ridicat de integrare, categorie corespunzătoare unui indice de integrare N >5 .[13]

## Circuitul integrat în România
Începând din anul 1974 au fost produse primele circuite integrate analogice-liniare cu aplicații în domeniul audio, radioreceptoare și televizoare. A devenit imperios necesară asimilarea circuitelor integrate liniare care să preia funcțiile etajelor clasice cu tuburi electronice sau cu tranzistoare. S-au născut primele aparate de radioreceptoare cu circuite integrate cu etajele de radiofrecvență și frecvență intermediară integrată într-un cip de TBA 570, cu decodor stereo de tip A758 și cu etajul final audio de tip TCA 150, care la vremea aceea situau produsele la nivelul de vârf al tehnicii mondiale. 
Principalul producător de circuite integrate și alte componente a fost IPRS Băneasa, o fabrică unde au fost produse și alte circuite integrate liniare, ca de ex. alimentatorul stabilizat pentru tunere cu varicap TAA 550, amplificatorul de frecvență intermediară sunet și imagine la TV (TDA 440), sincroprocesorul TV (TBA 950), C.I. pentru baleiaj vertical (TDA 1170), amplificatoare operaționale (A 741, M 3900), stabilizatoare de tensiune (A 723), temporizator E 555, senzor magnetic M 230, comutator senzorial pentru tastaturile electronice la TV seria SAS 560 și 561. 
Alte exemple: amplificatorul operațional A 741 în capsulă cu 8 sau 14 terminale; are domenii largi de aplicații ca: receptor de tensiune, amplificator neinversor sau inversor, integrator ori amplificator de putere cu viteză de variație mare. Toate acestea se aplică în domenii ca robotizarea industrială, mașini-unelte semiautomate sau automate, producția de echipamente audio- video. Din familia lui A 741 fac parte și amplificatorul operațional cuadruplu M 324 și cel dual de tip M 358, care și-au găsit aplicațiile în sisteme de control industrial și la amplificatoarele de curent continuu.

## Galerie foto

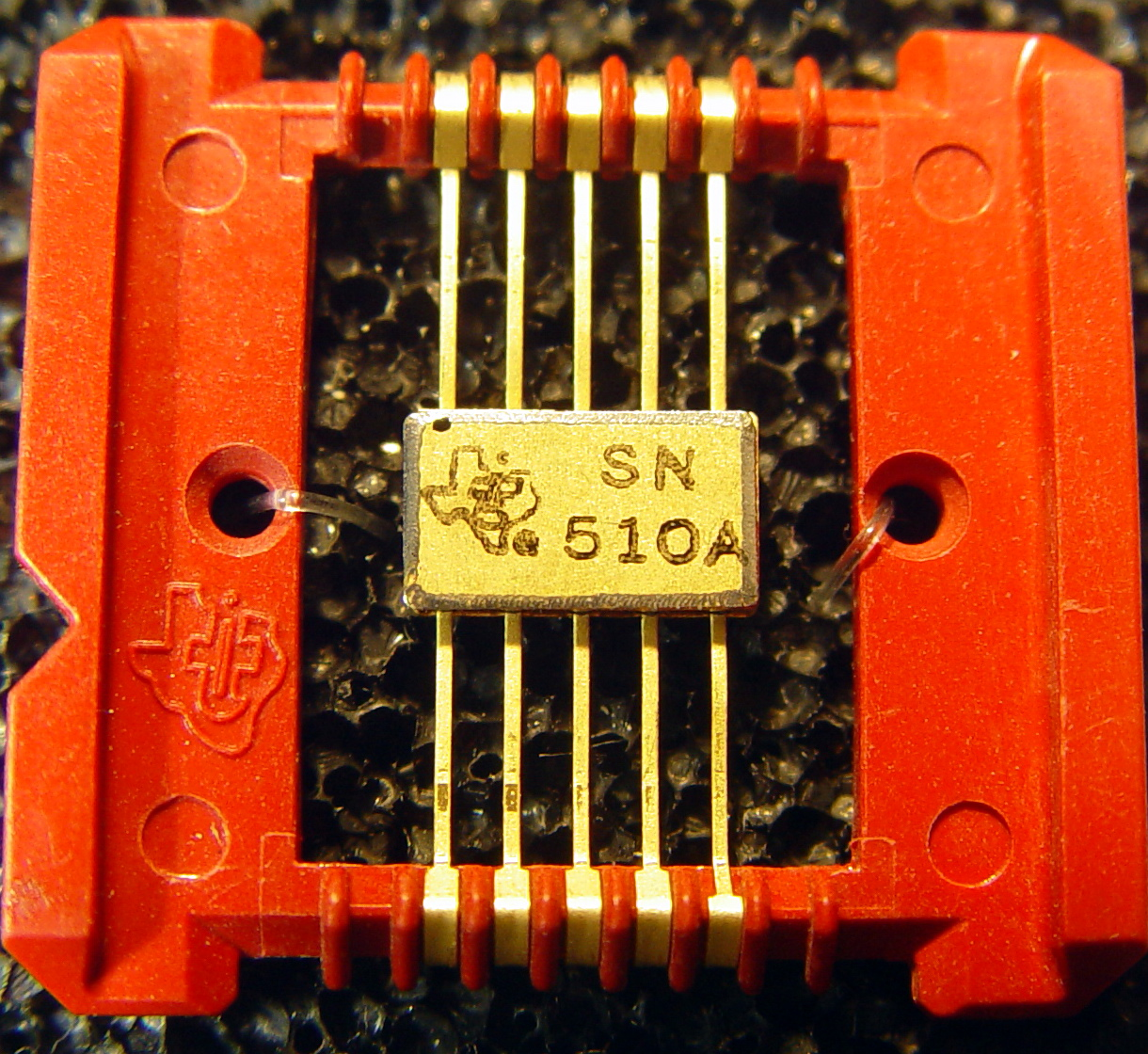
Circuitul SN510A într-o capsulă de tip 10-lead flat-pack. Circuitele integrate SN510 şi SN514 produse de Texas Instruments au fost primele circuite integrate  folosite la bodul unui satelit lansat în data de 27 noiembrie 1963.
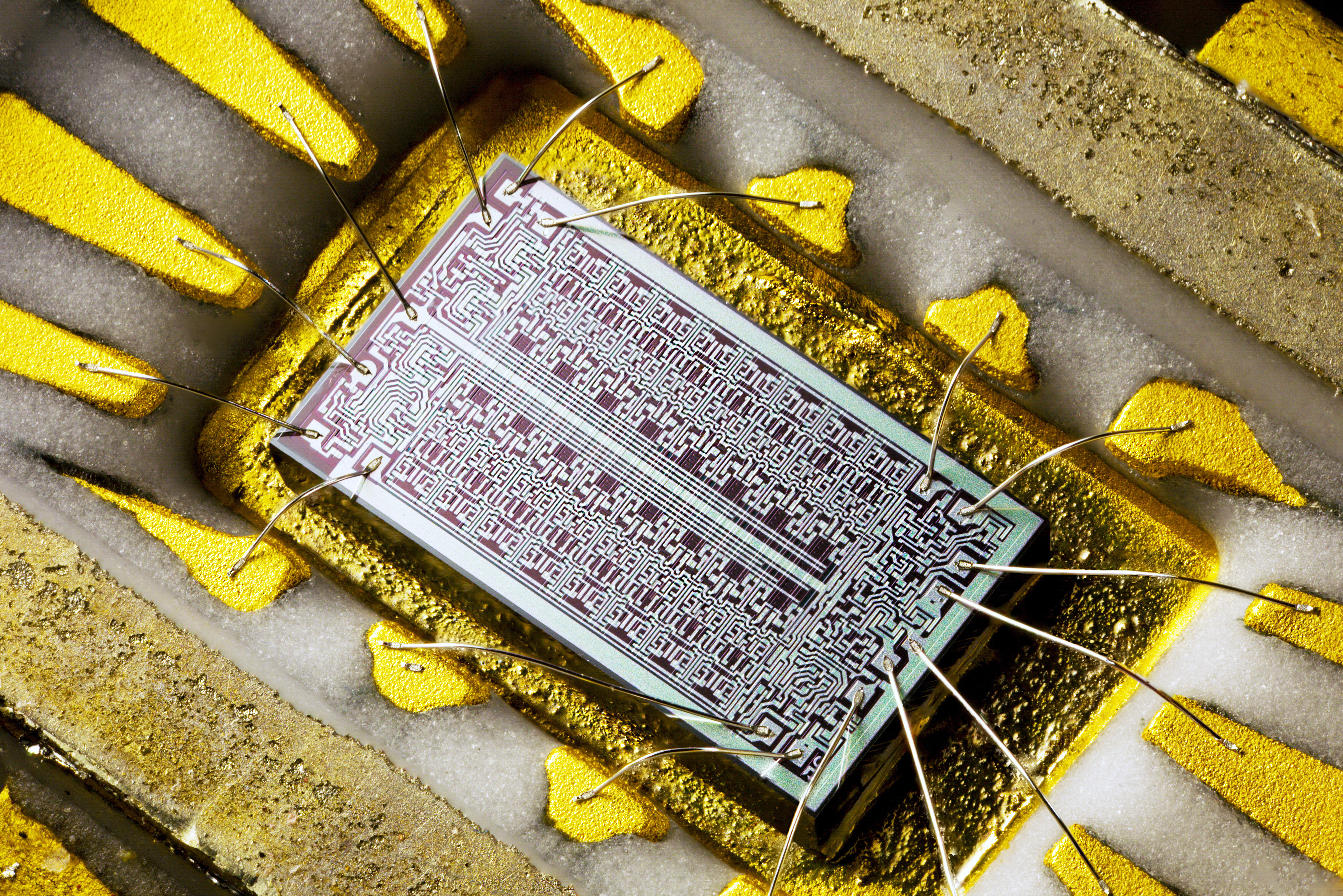
AMD 3101E memorie statică RAM de numai 64 biţi. In aprilie 1969, Intel a introdus 3101 ca primul său produs, o memorie statică RAM şi ulterior a licenţiat şi firma AMD pentru fabricarea acestor memorii.
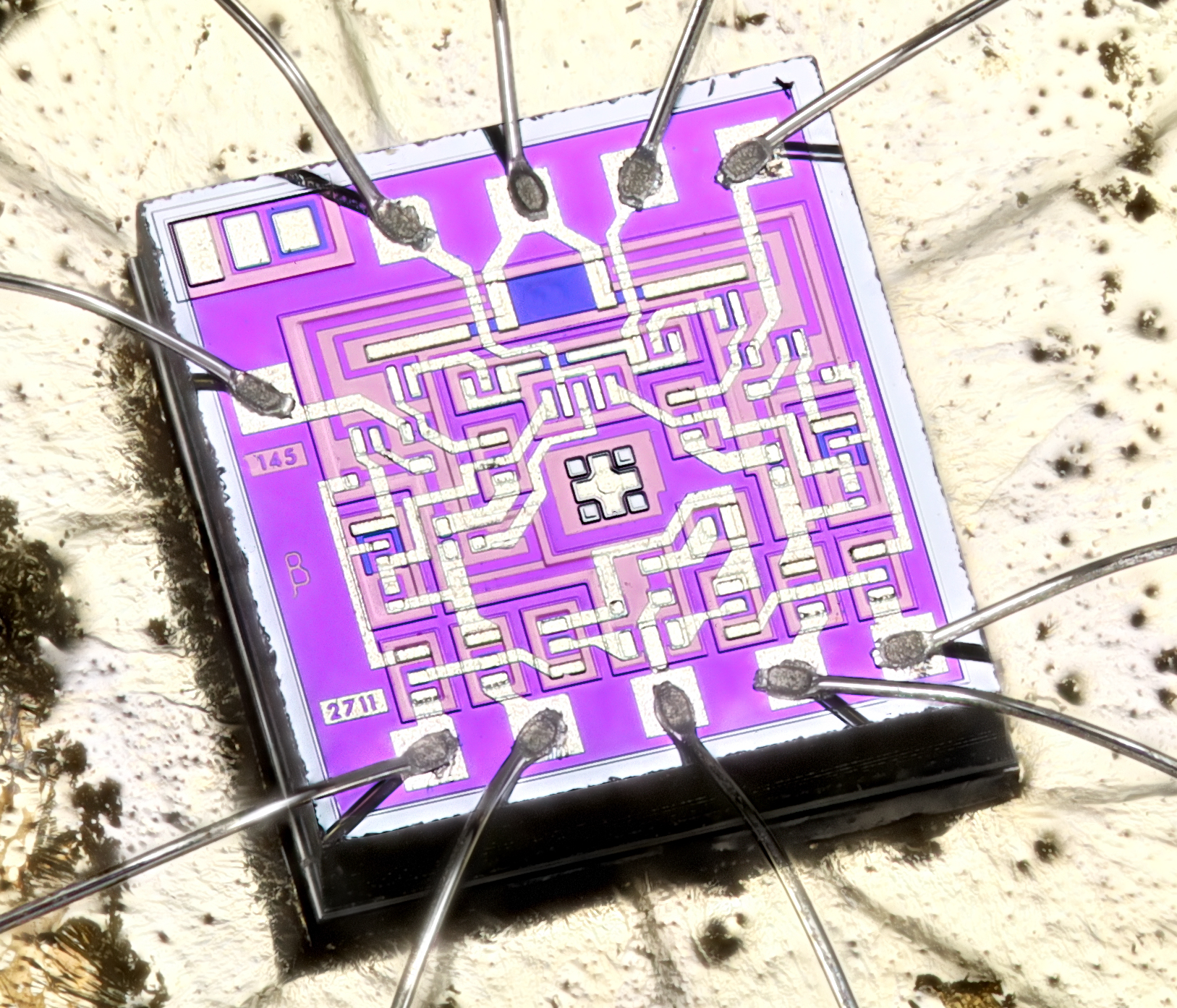
Fotografia internă a unui circuit integrat tip CII 72 (similar cu LM711) fabricat la IPRS Băneasa, România, 1980
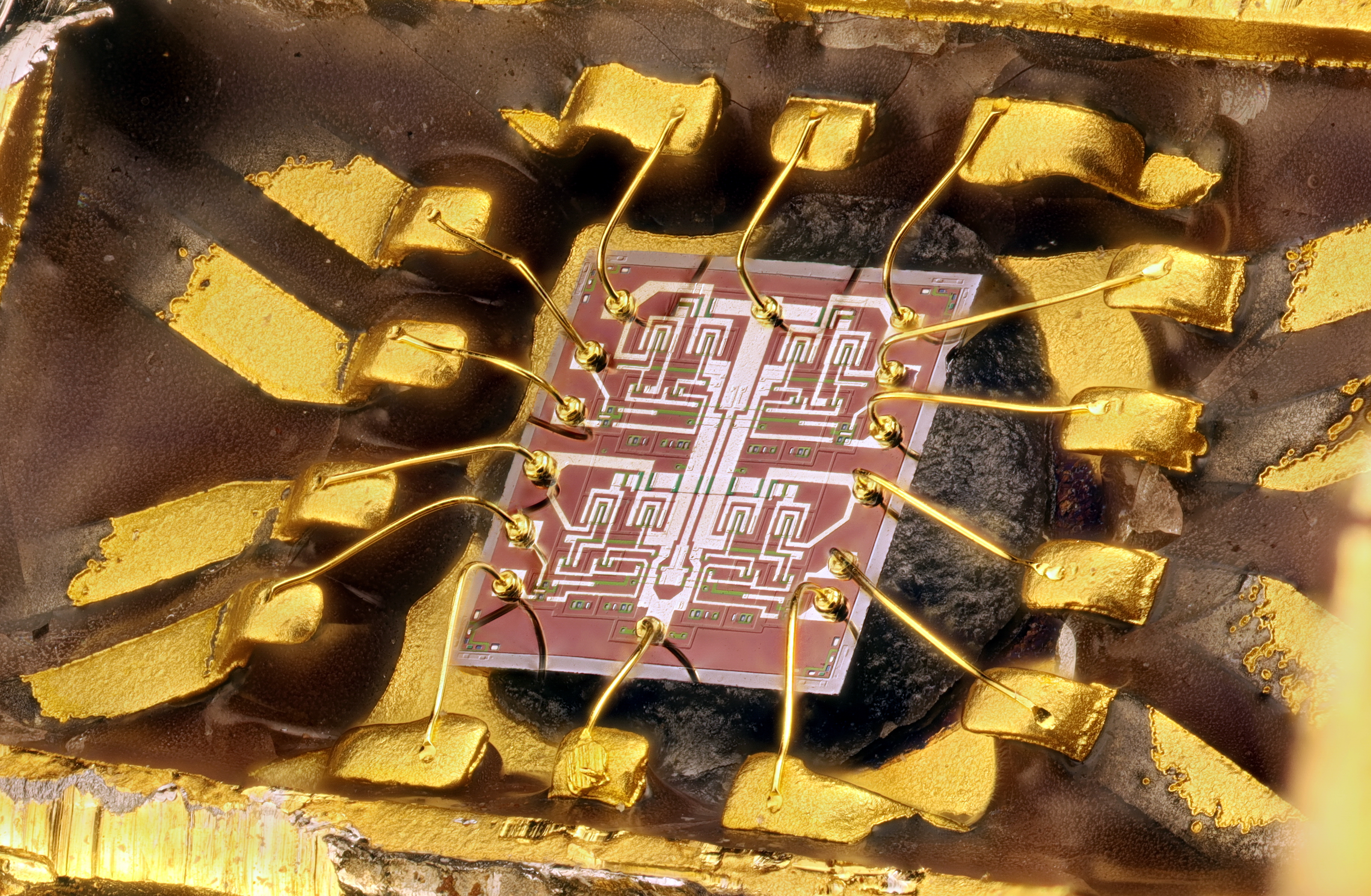
Fotografia pastilei de siliciu pentru primul circuit integrat SN7400, patru porţi SI-NU, capsula de tip "flat pack", produs de TI în anul 1965
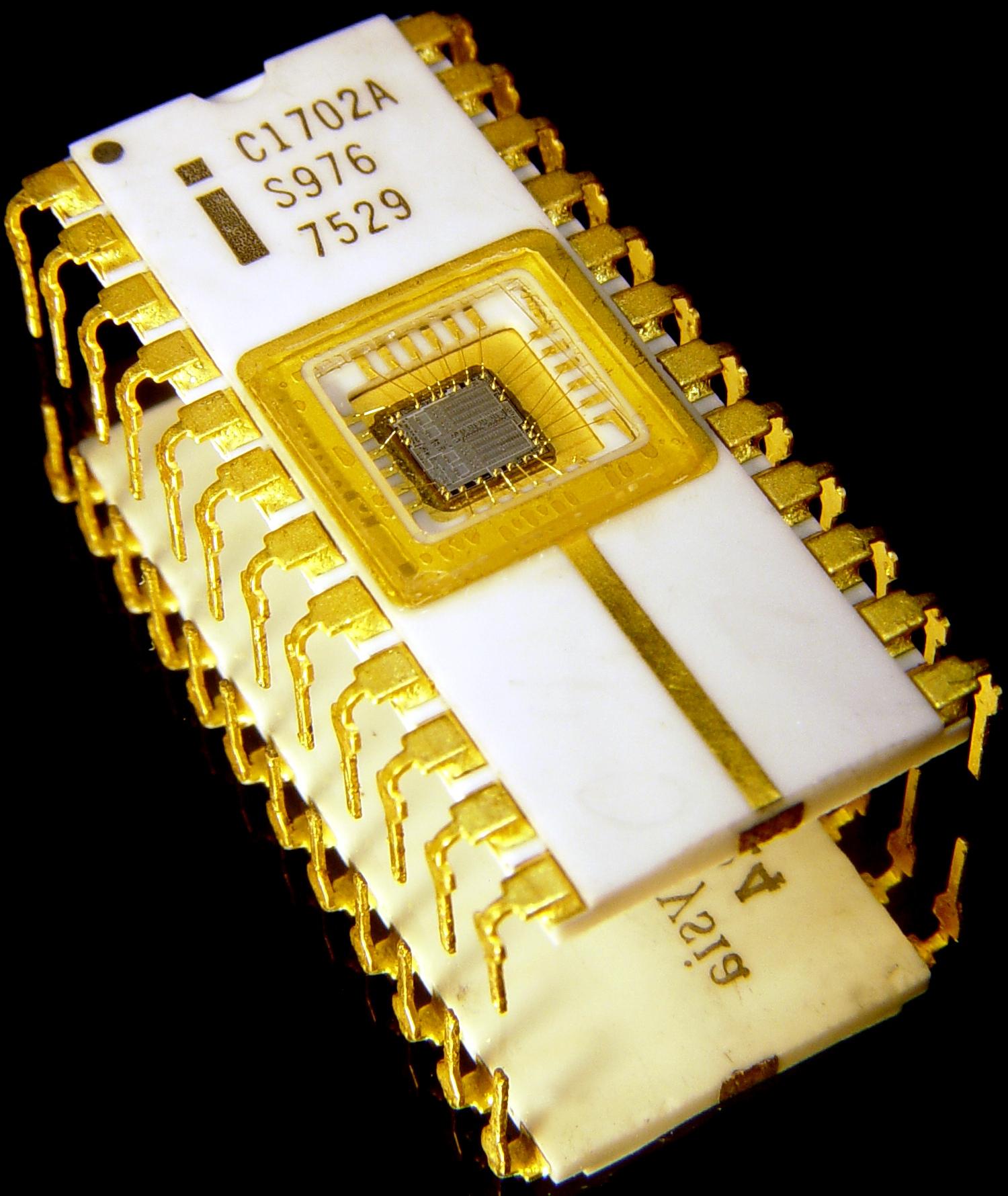
Intel C1702A EPROM capacitate 2048-biţi
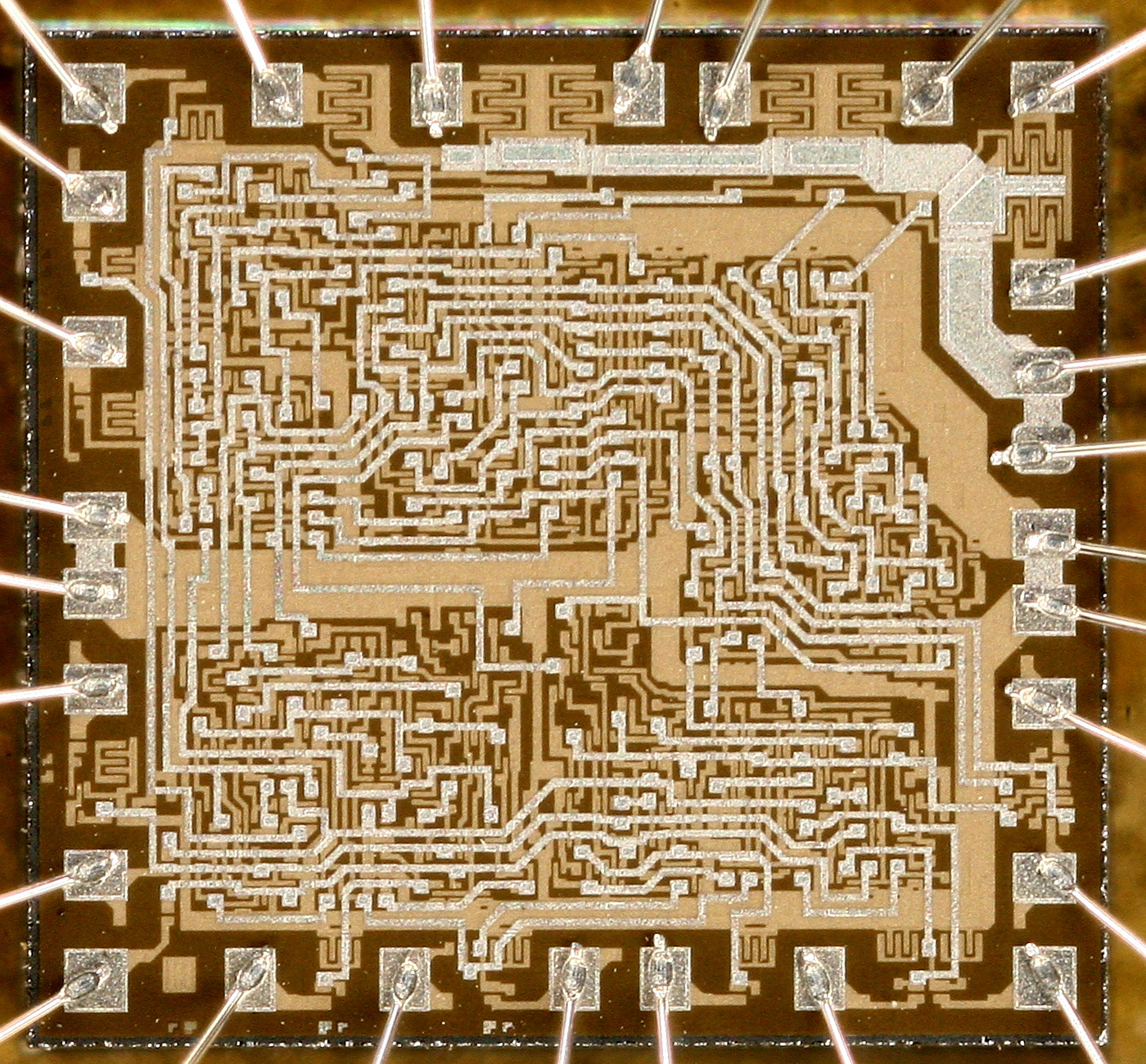
MC10181 este o unitate logică aritmetică de mare viteză capabilă să efectueze 16 operații logice și 16 operații aritmetice pe două cuvinte de patru biți
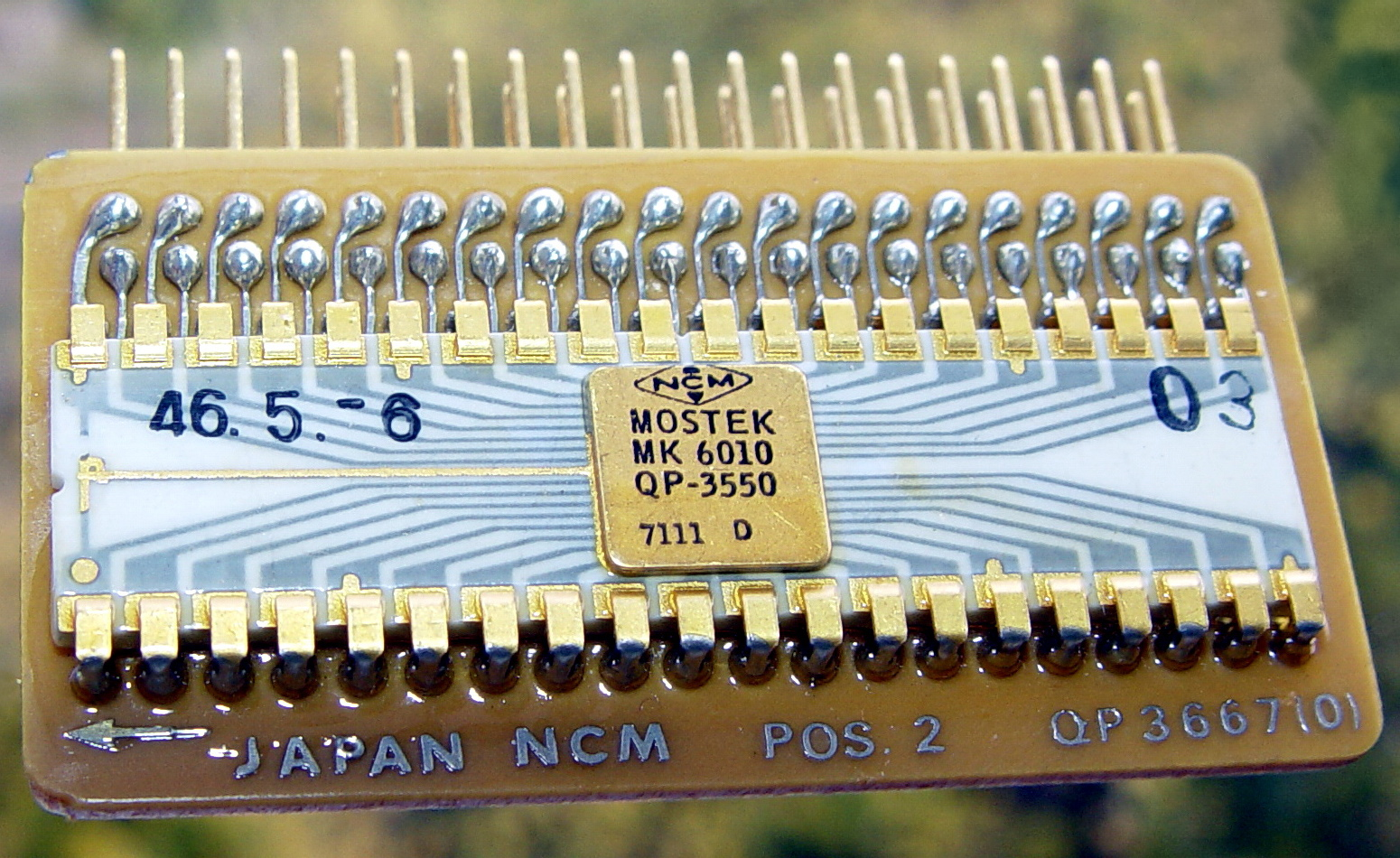
Circuitul MK6010 este primul circuit de calcul „single-chip” din lume  produs de MOSTEK în luna mai 1970 pentru Nippon Calculating Machine Company (Busicom)
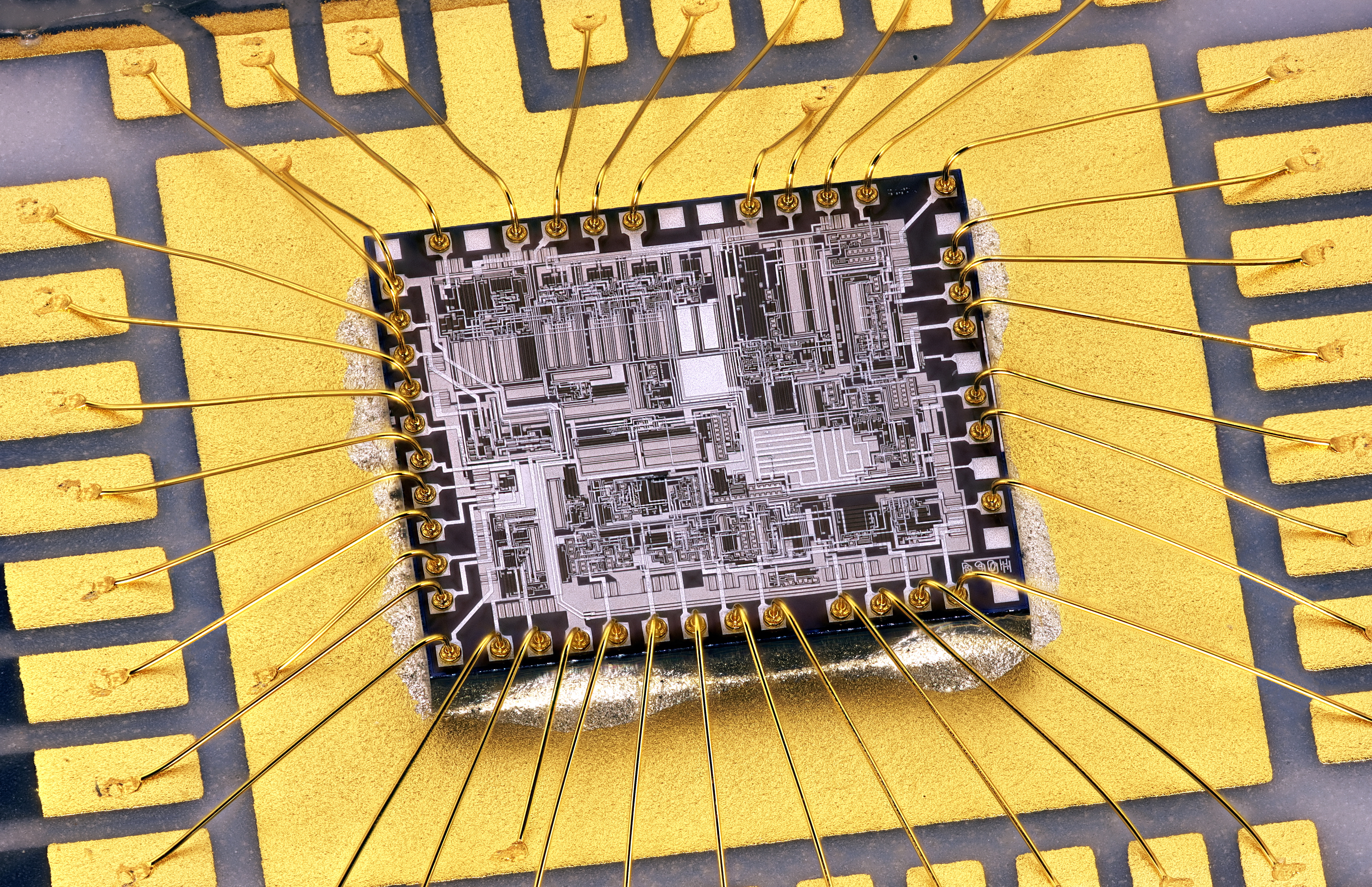
Fotografia pastilei de siliciu pentru circuitul 07R01 Amplificator IF/Demodulator fabricat de Motorola
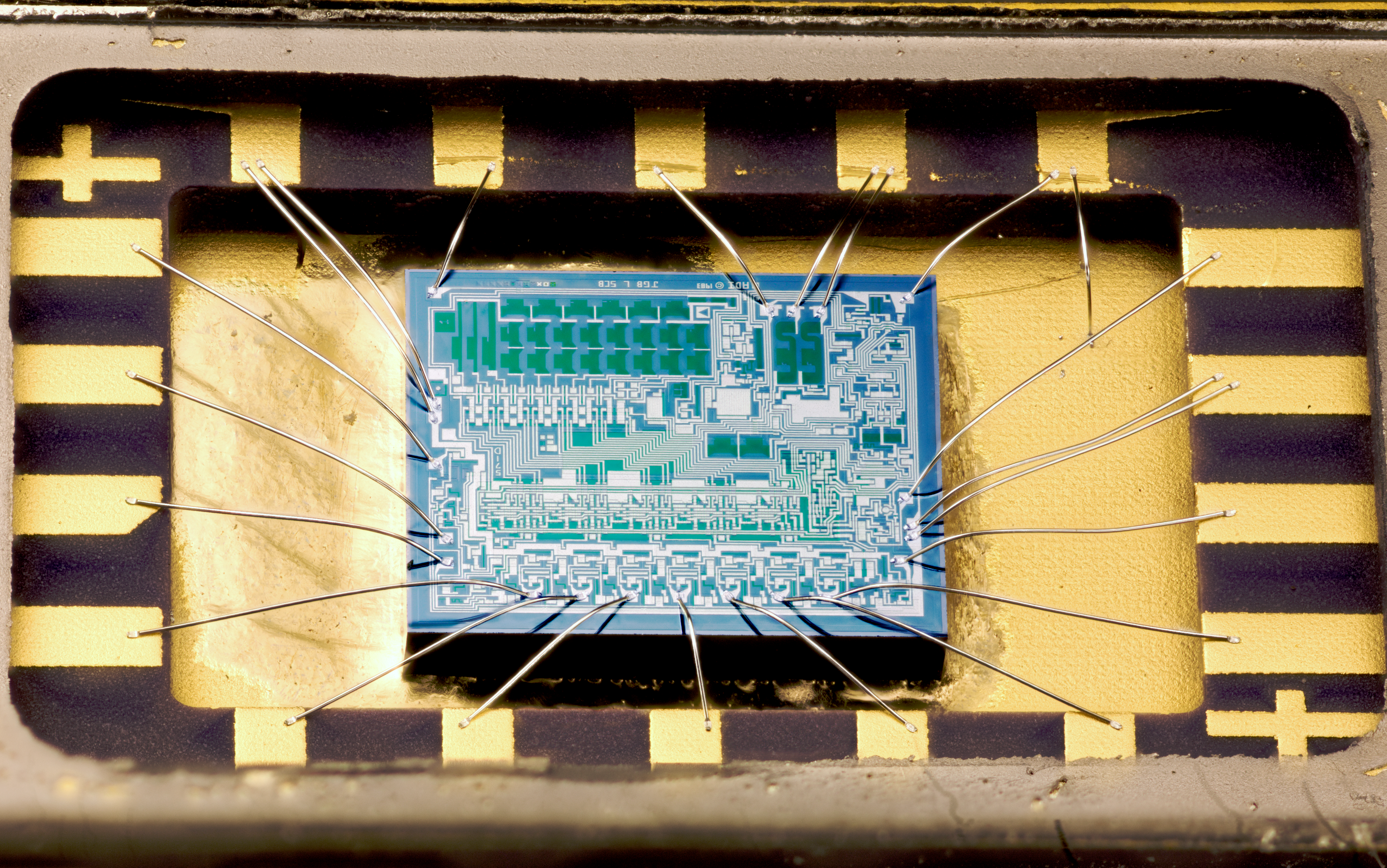
AD571 primul circuit monolitic de tip ADC pe 10-biţi produs de Analog Devices în anul 1978
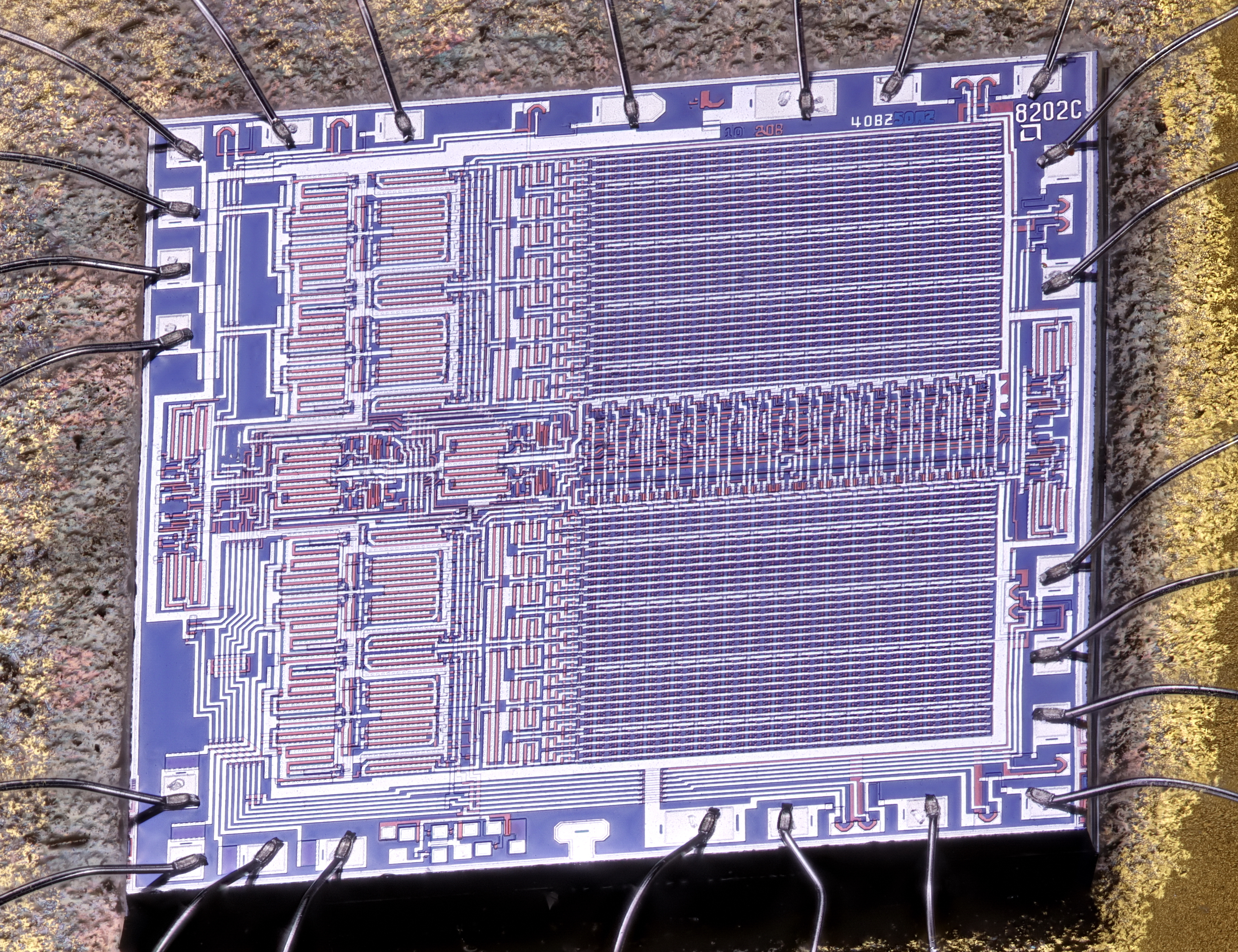
Fotografia internă a unei memorii EPROM, tip 4702A, 256 cuvinte x 8 biţi, produsă de AMD în 1977
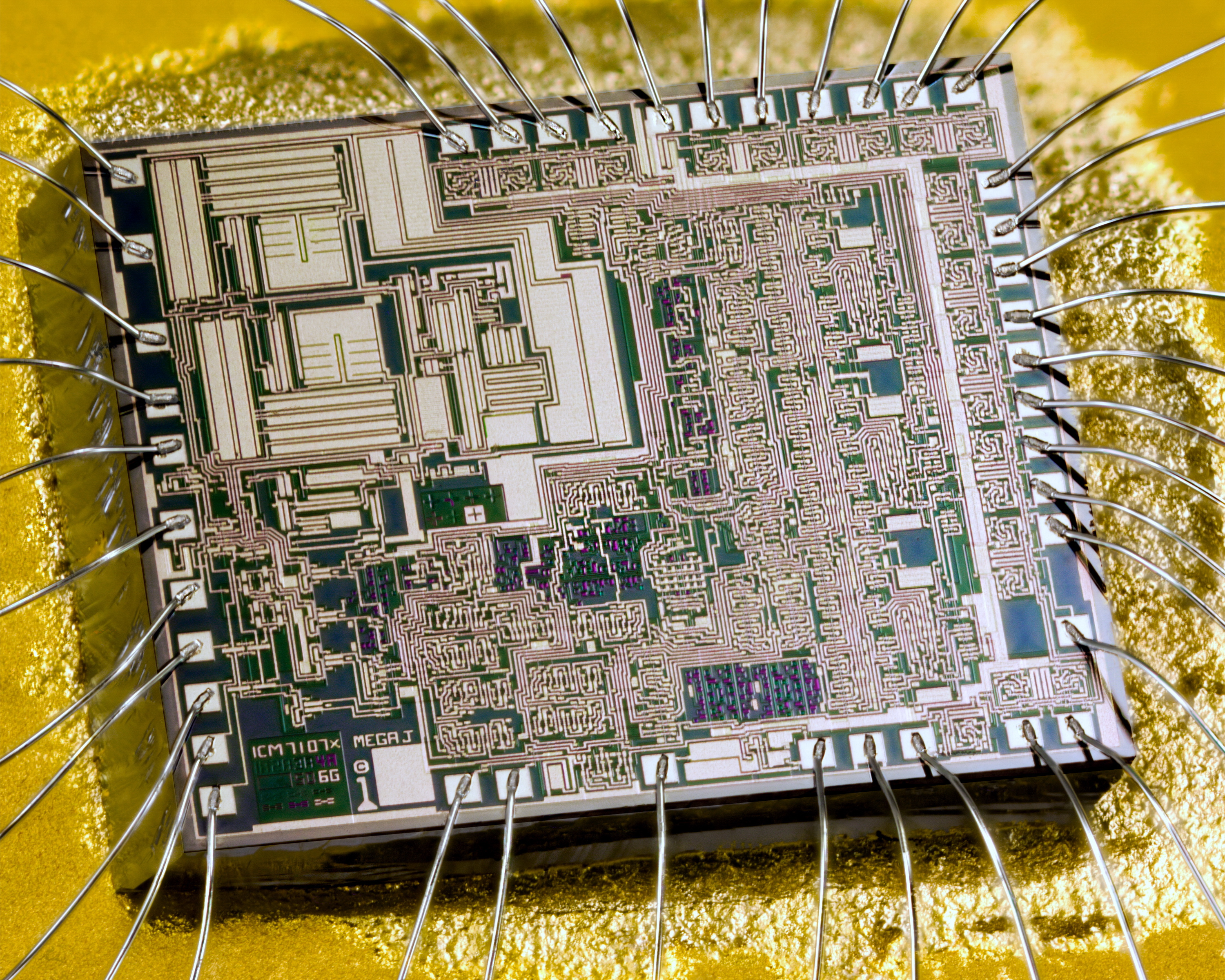
ICL7107 Primul convertor monolitic A/D pe 3 şi 1/2 digiţi produs de INTERSIL
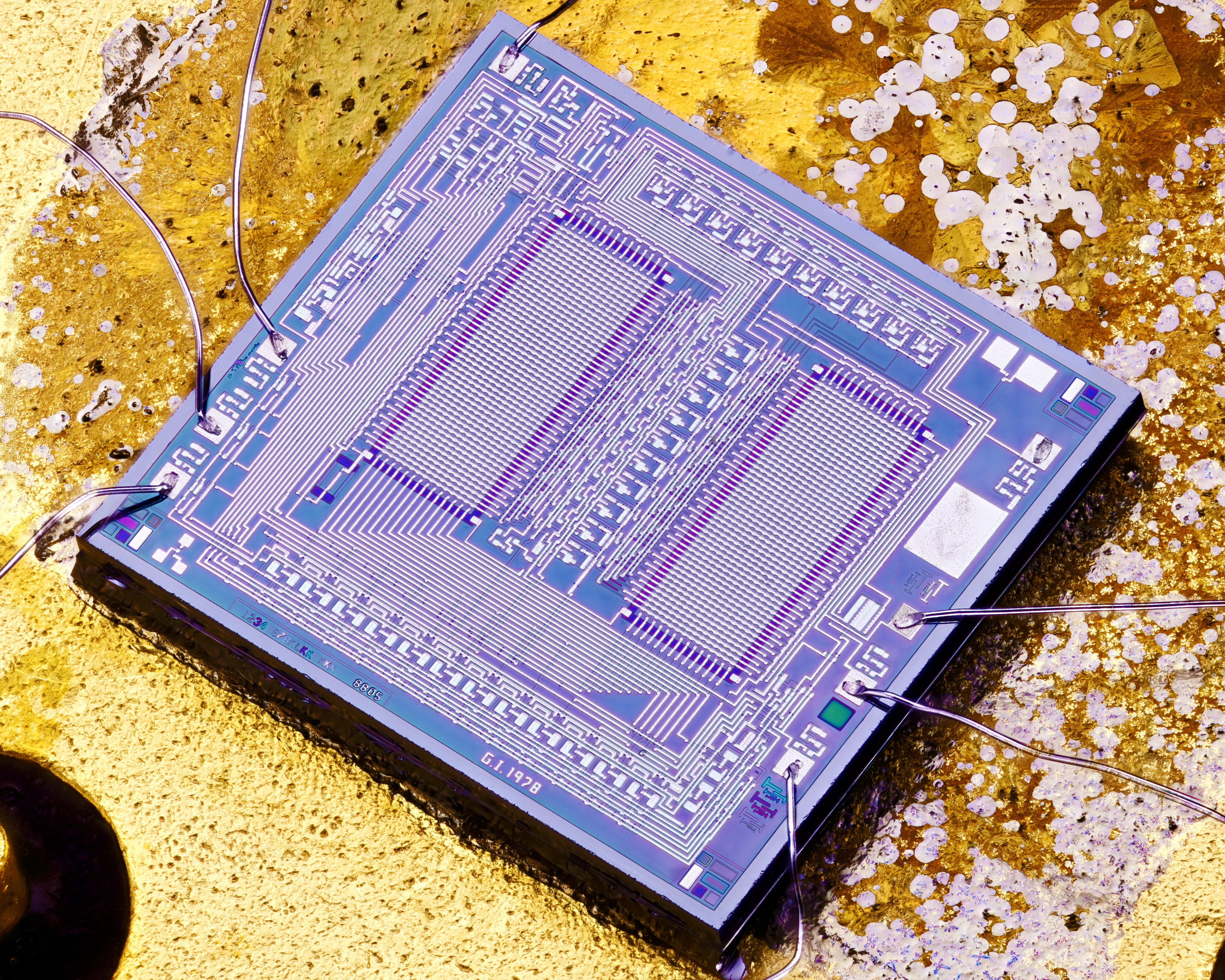
Fotografia internă a unei memorii ER1400 (Serial Electrically Alterable Read Only Memory). Organizare internă 100 de cuvinte x 14 biţi
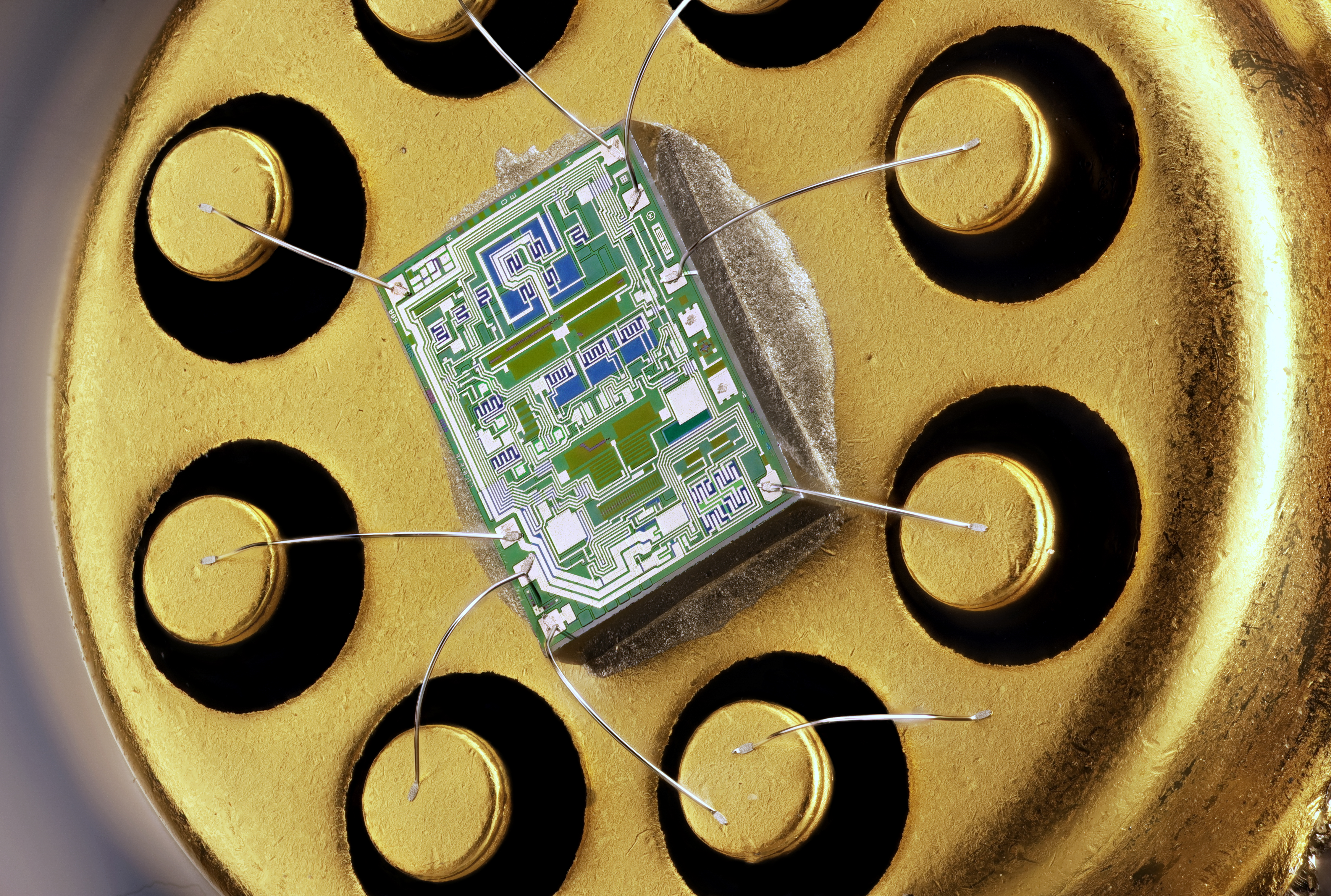
Amplificatorul Operational OPA103 fabricat de Burr-Brown
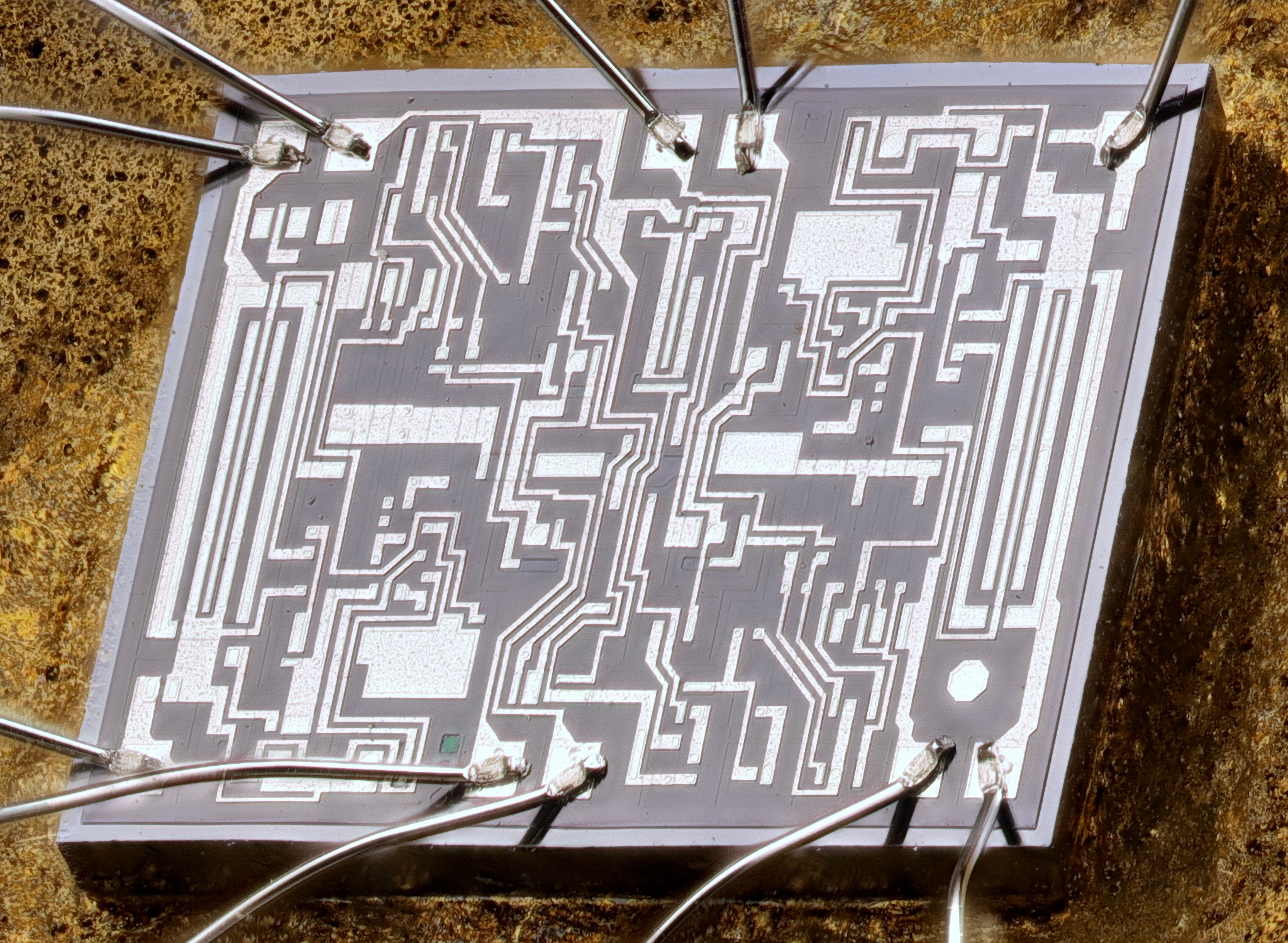
LM219  Două Comparatoare Analogice, circuit fabricat de National Semiconductor
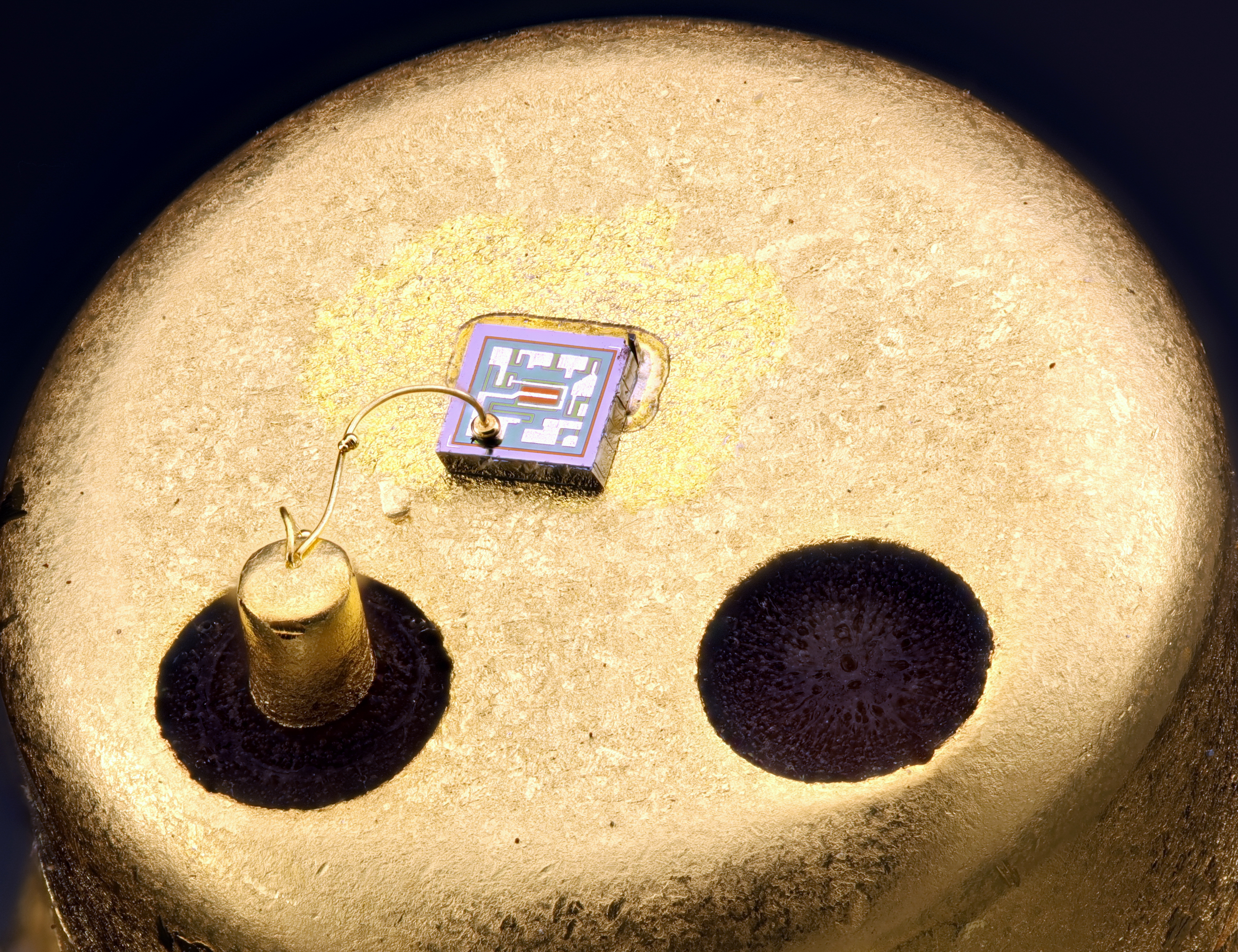
TAA550 circuit integrat cu rolul de stabilizator tensiune compensat în temperatură (33V), utilizat în tunere tv sau radio.
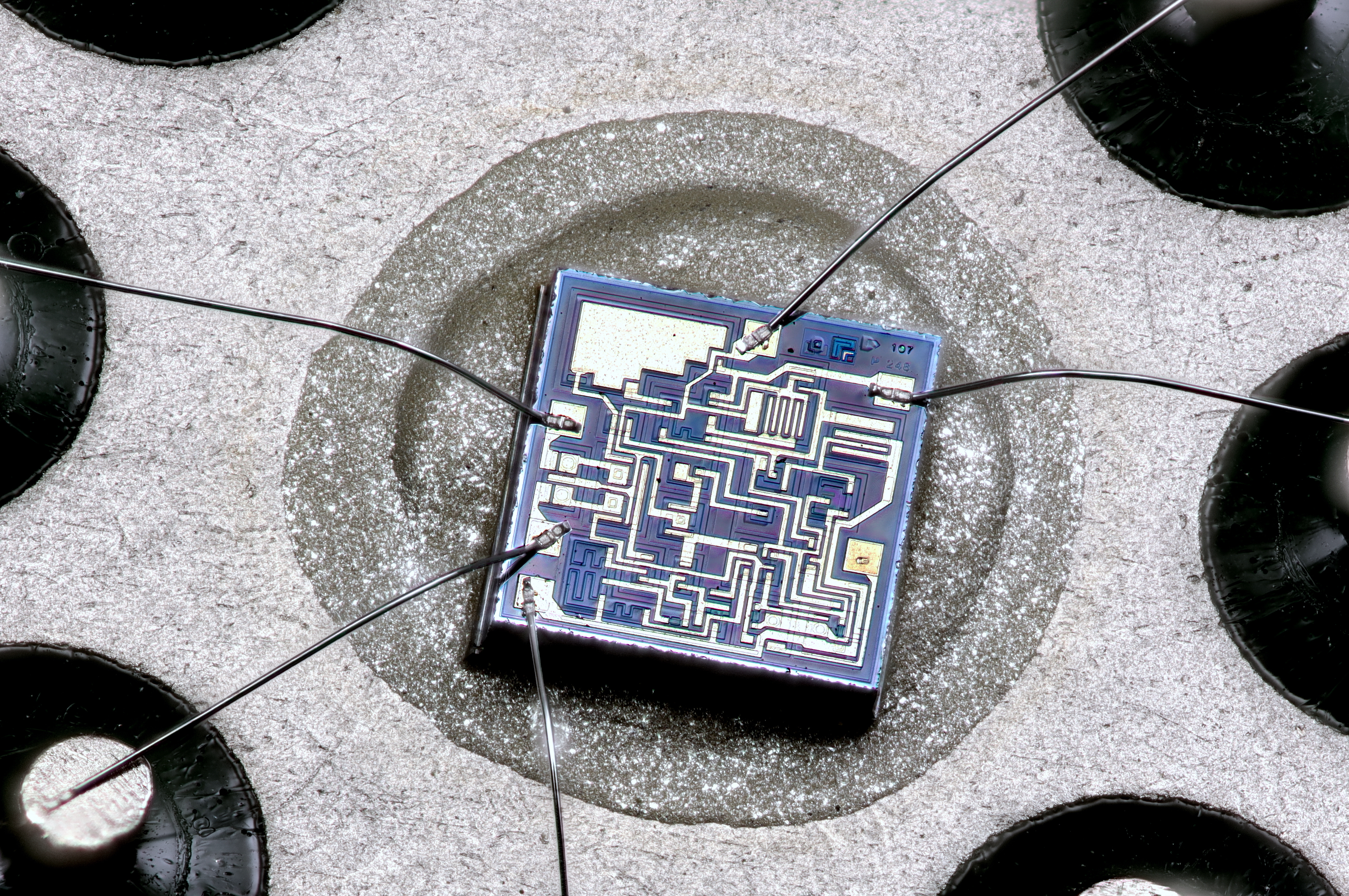
Amplificatorul Operational SFC2207 (echivalent cu LM207) produs de SGS-THOMSON
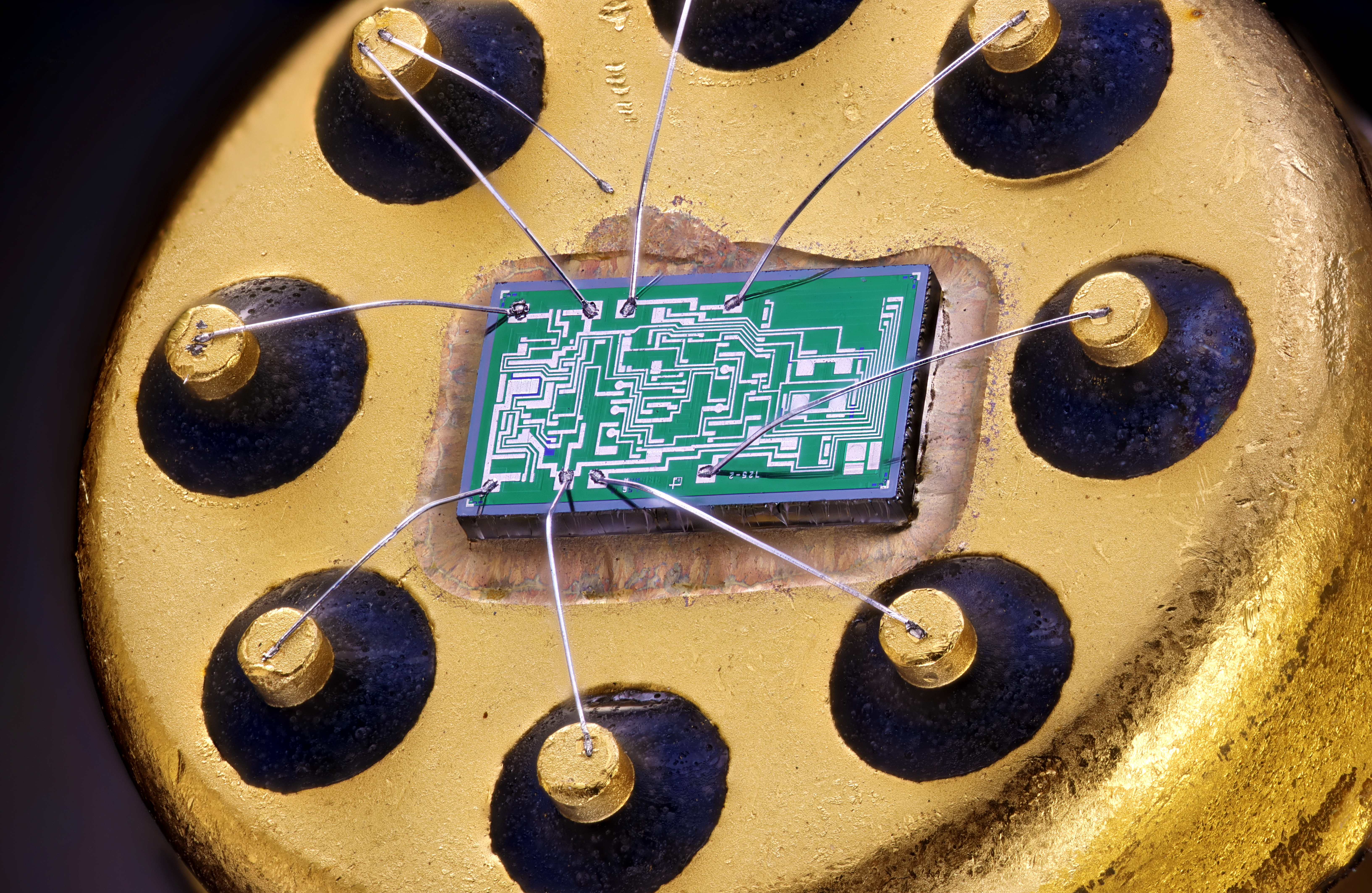
Amplificatorul Operational MAA725 (echivalent cu LM725/uA725) produs de Tesla (Cehoslovacia)
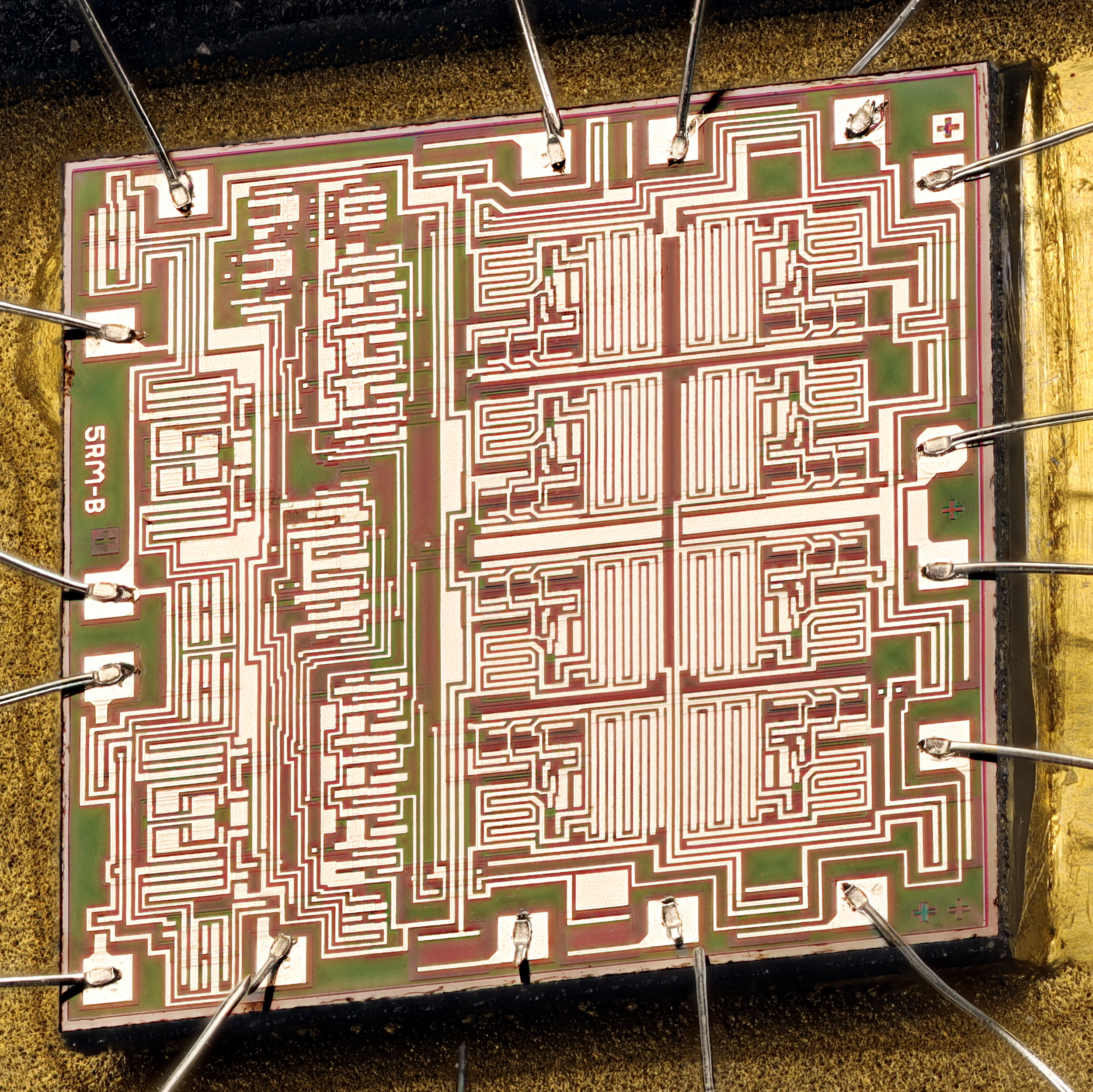
Fotografia pastilei de siliciu pentru circuitul MC14053B (Multiplexare/Demultiplexare pentru două canale analogice), produs de Motorola în anul 1977
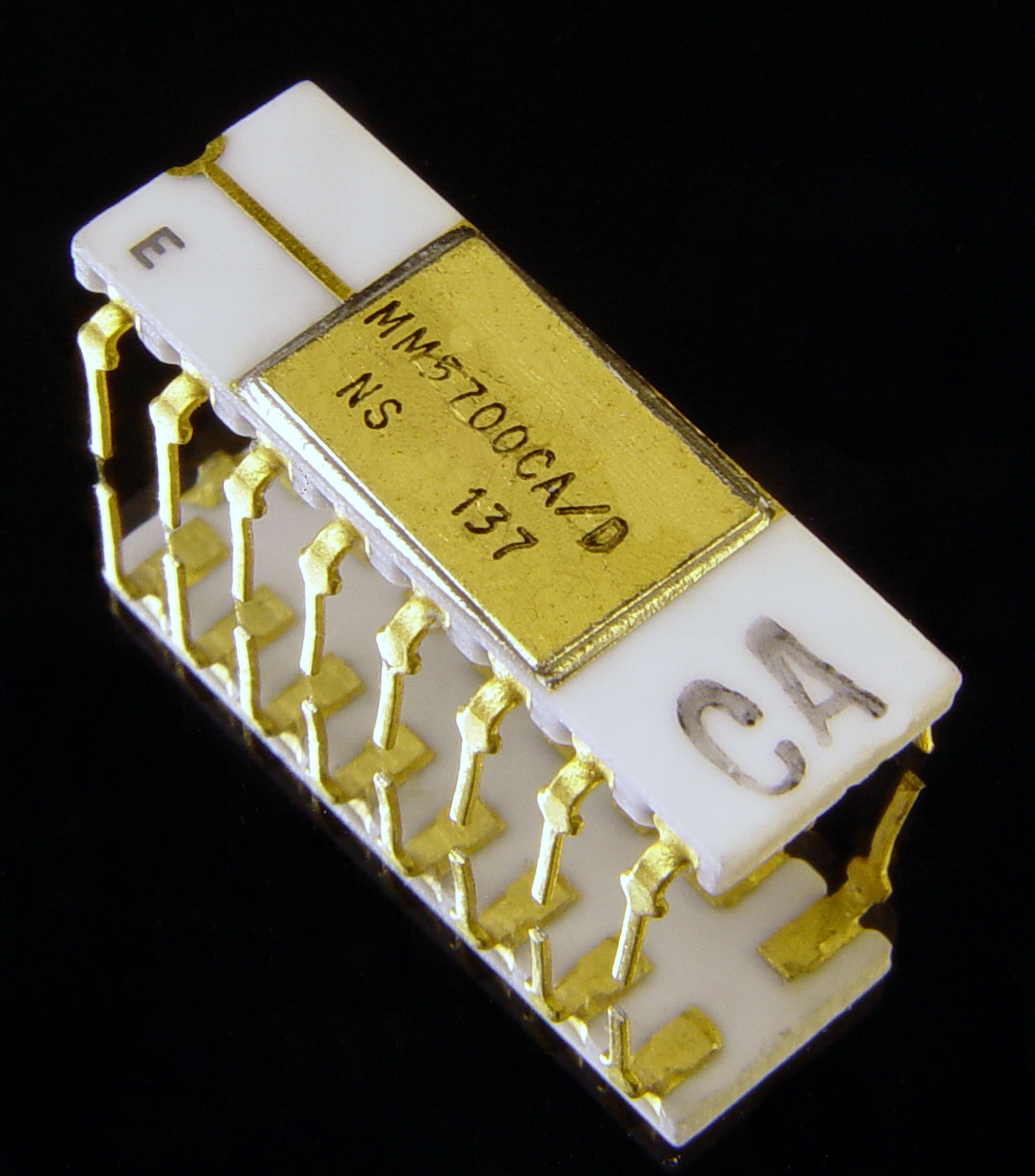
National MAPS (Microprogrammable Arithmetic Processor System) sau National MM570X sistem de microcontrolere bit-serial pe 4 biți format din 5 cipuri introduse la sfârșitul anului 1971.
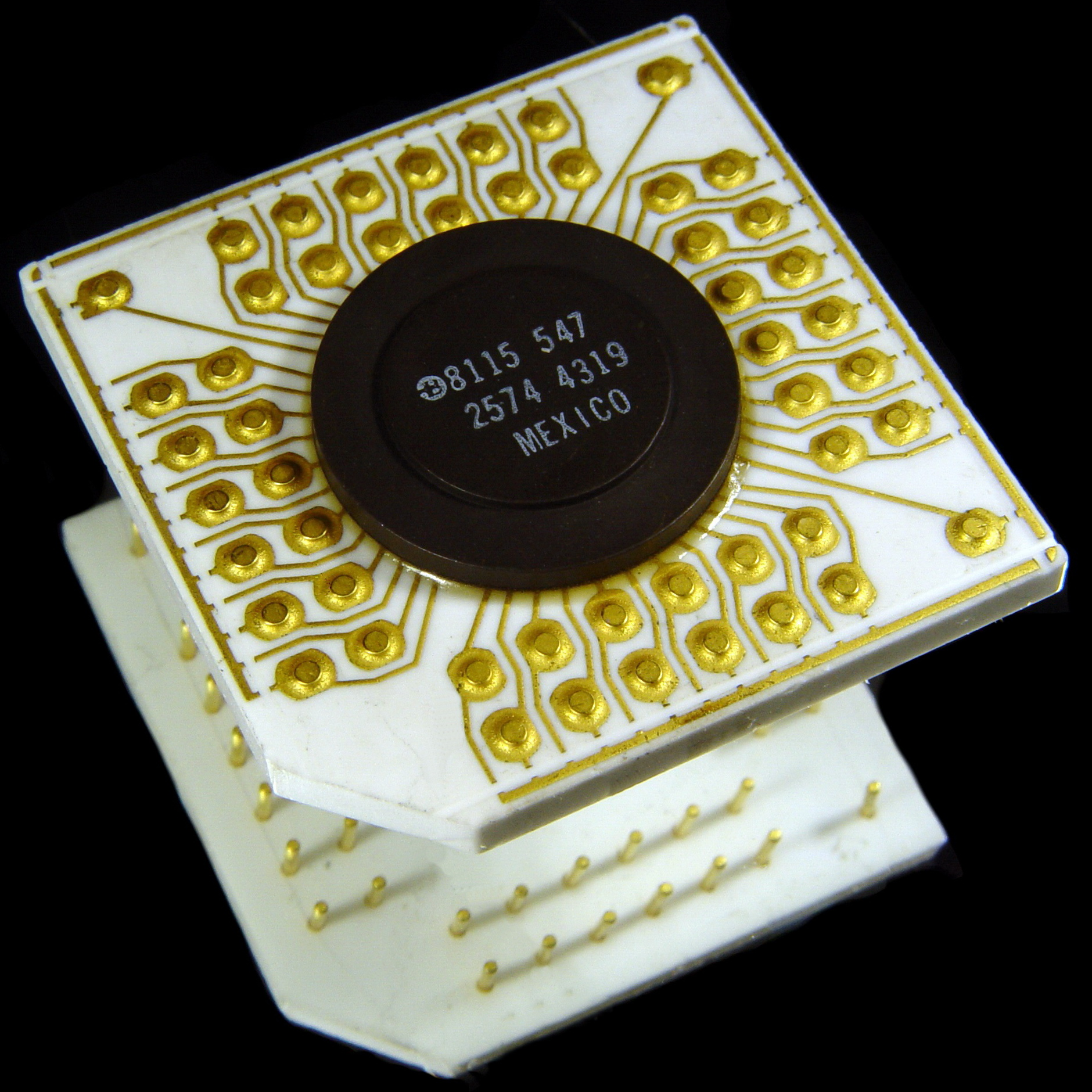
LSIC Large Scale Integrated Circuit  în capsulă PGA 51 produs de Burroughs în anii 70
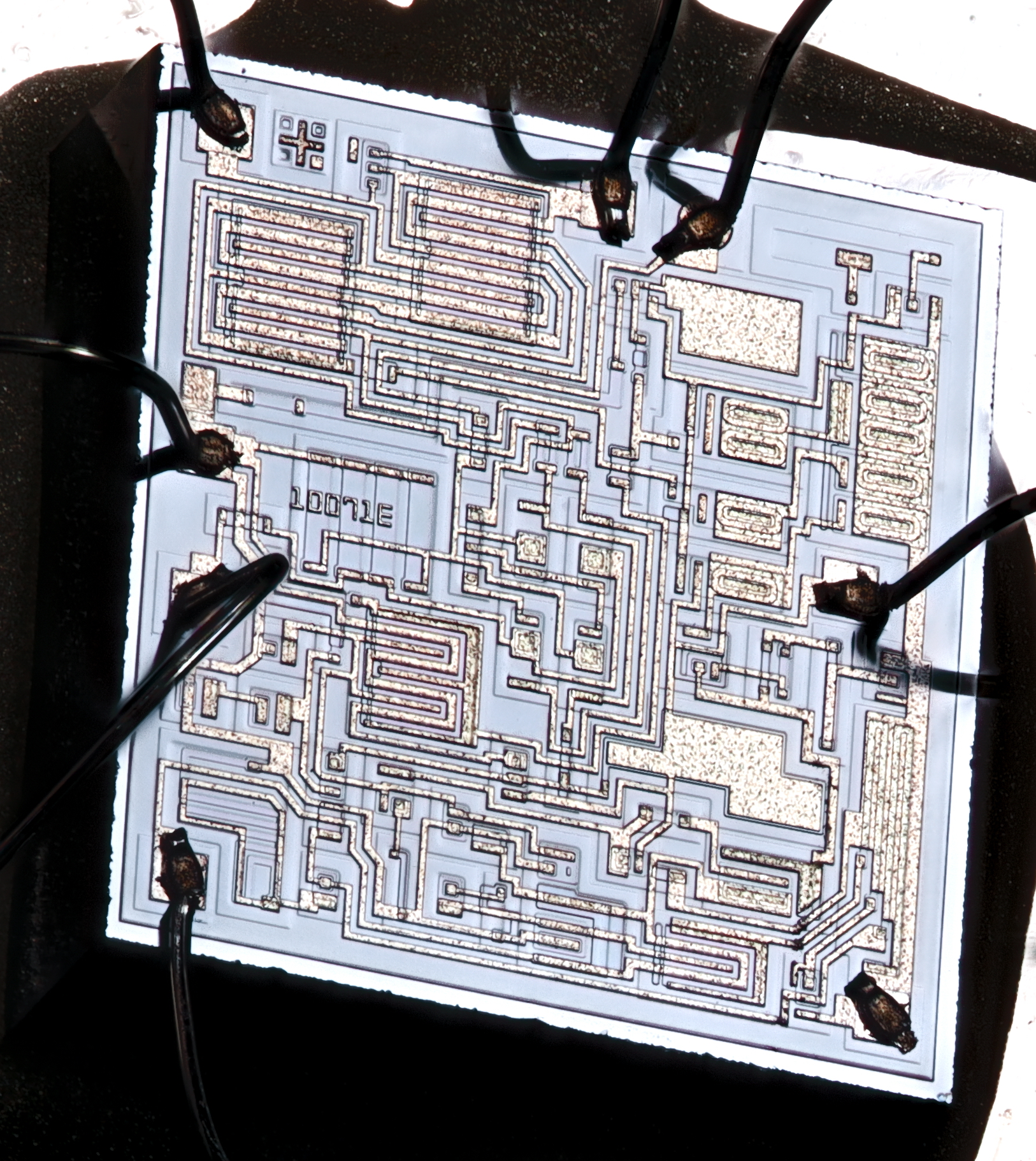
Amplificatorul Operational CA3140 produs de Harris